# 熊谷魁人
熊谷 魁人（くまがい かいと、1996年6月12日 - ）は、日本の俳優。長野県出身。元スターダストプロモーション所属。

## 略歴
小学生の時に弟に誘われて参加した演劇ワークショップで舞台に立つ。2012年9月から地元の劇団サムライナッツに所属し活動。高校を卒業後は上京と同時に虚構の劇団に履歴書を送り、2015年4月から同劇団の研修生となる。
スターダストプロモーションの俳優集団「劇☆男」に2015年10月から2018年3月31日まで所属。
2016年9月、『うつくしい世界』で舞台初主演。12月から『プリンス・オブ・ストライド THE LIVE STAGE』に小日向穂積役で出演。
2.5次元の舞台にも活動の場を広げていく。
2021年、舞台『刀剣乱舞』に自身の出身地である長野県に縁のある刀、泛塵役で出演。
2022年は『青少年アシベ』に芦屋アシベ役で出演し主演を務めた。
2025年3月31日、スターダストプロモーションを退所。

## 人物
- 舞台を中心に活動している。役者になろうと考えたのは、小学生の時に弟に誘われて参加した演劇ワークショップのカーテンコールで、観客から拍手をもらい感動したことがきっかけ[2]。

- 虚構の劇団所属時は梅津瑞樹らと同期だった[4][10]。2023年の刀剣乱舞感謝祭では共に刀剣男士として共演を果たした[11][12]。

- 趣味は筋トレ、アニメ。特技は殺陣、パルクール、料理[1]。カレーはスパイスから作る[13]。

- 好きなキャラクターはくまのプーさん[14][リンク切れ]。

## 出演

### テレビドラマ
- BS時代劇『赤ひげ3』第6話（2020年11月27日、NHK BSプレミアム・BS4K）[15] - 弥一 役
- 5つの歌詩『マスカラまつげ』（2022年7月21日、スターチャンネル 他）- 富永 役[16]

### テレビ番組
- 舞台『刀剣乱舞』×新次元劇場〜ある一日の記録の出演者（2021年5月2日〈1日深夜〉、TBS）[17]

### 映画
- バレンタインナイトメア（2016年）- 鴨川琢磨 役
- Sea Opening（2018年）- 山科辰巳 役[18]
- JK☆ROCK（2019年4月6日、ファントム・フィルム）- 神保昴 役[19]
- 劇場版 舞台 刀剣乱舞无伝 夕紅の士 -大坂夏の陣（2022年5月9日） -  泛塵 役
- 鋼の錬金術師 完結編（2022年）  - ケイン・フュリー役
  - 鋼の錬金術師 完結編 復讐者スカー（2022年5月20日）[20]
  - 鋼の錬金術師 完結編 最後の錬成（2022年6月24日）[21]

### 舞台
虚構の劇団
- 第11回公演 ホーボーズ・ソング HOBO'S SONG 〜スナフキンの手紙Neo〜（2015年9月、東京芸術劇場 シアターウエスト ほか）
- 番外公演 虚構の旅団vol.3 青春の門〜放浪篇〜（2016年2月、SPACE雑遊）
- 翔（2016年2月、新宿シアターミラクル） - 作・演出

2014年
- 戦国西遊記～松姫と暗黒の獣～（8月）
- ゴースト・プラネット（10月）

2016年
- 人間風車 Jnapi produce（4月、六行会ホール）- 則明 役
- 遙かなる時空の中で5 風花記（8月、全労済ホール/スペース・ゼロ）- 桐生祟 役
- うつくしい世界（9月、下北沢駅前劇場）- 主演・ニカロ 役
- プリンス・オブ・ストライド THE LIVE STAGEエピソード1（12月、シアター1010 / 森ノ宮ピロティホール） - 小日向穂積 役

2017年
- プリンス・オブ・ストライド THE LIVE STAGE - 小日向穂積 役
  - エピソード2（4月 - 5月、シアター1010 / 森ノ宮ピロティホール）
  - エピソード3（6月 - 7月、シアター1010 / 森ノ宮ピロティホール）
  - エピソード4（8月、シアター1010 / 豊中市立文化芸術センター）
  - FAN MEETING 2017 -MEMORY OF SUMMER-（9月 - 10月、シアター1010）

- ピッッツァ☆（12月25日、シアターサンモール）- 月夜見流星 役 ※日替わりゲスト

2018年
- ボクの12支紳士〜絵本の中のワンダーランド〜（1月、座・高円寺2）- 主演・夢前千秋 役
- 熱帯男子（2月 - 3月、全労済ホール/スペース・ゼロ） - 寛太 役
- 乱歩奇譚 Game of Laplace 〜パノラマ島の怪人〜（4月、シアターサンモール）- ハシバ 役
- プリンス・オブ・ストライド THE LIVE STAGE エピソード5（5月 - 6月、シアター1010 / 森ノ宮ピロティホール） - 小日向穂積 役
- 家庭教師ヒットマンREBORN! the STAGE（9月 - 10月、天王洲 銀河劇場 / メルパルク大阪）- フゥ太 役
- あんさんぶるスターズ！エクストラ・ステージ 〜Memory of Marionette〜（12月 - 2019年2月、東京 / 京都 / 大阪 / 福岡 / 仙台） - 紫之創 役 
- STAGE FES 2018（12月31日、大宮ソニックシティ） - 三栗俊（メグ） 役

2019年
- 俺たちマジ校デストロイ（3月、シアター1010）- 三栗俊（メグ） 役
- サムライ・魂 -赤と黒-（5月 - 6月、東京 / 大阪 / 愛知）- 大高徳之進 役
- ミュージカル『アルスラーン戦記』（9月、大阪 / 東京） - エラム 役
- 暁のヨナ〜烽火の祈り編〜（11月、EXシアター六本木）- ユン 役
- マジステLIVE 2019『NEO★FES』（11月4日、日本青年館ホール）
- あんさんぶるスターズ！エクストラ・ステージ〜Night of Blossoming Stars〜（12月 - 2020年2月、福岡 / 東京 / 大阪 / 名古屋） - 紫之創 役

2021年
- 刀剣乱舞 无伝 夕紅の士（） 大坂夏の陣（4月 - 6月、IHIステージアラウンド東京） - 泛塵（はんじん）役
- 魔術士オーフェン はぐれ旅 -The Stage- Ver.2（7月 - 8月、シアター1010） - マジク・リン 役※全公演が新型コロナウィルス感染症の流行の影響で延期
- 斬舞踊（11月28日・29日、オルタナティブシアター）- クスヒ 役

2022年
- 六番目の小夜子（1月、新国立劇場 小劇場）- 唐沢由紀夫 役
- 饗宴『茜さすセカイでキミと詠う〜絆〜』再演（6月）- 徳川綱吉 役
- 青少年アシベ（7月、大手町三井ホール）- 主演・芦屋アシベ 役
- 桜蘭高校ホスト部（12月、天王洲 銀河劇場 / サンケイホールブリーゼ） - 埴之塚靖睦 役

2023年
- あんさんぶるスターズ！THE STAGE-Party Live-（3月25日・26日、ぴあアリーナMM）-紫之創 役
- 舞台『刀剣乱舞』七周年感謝祭 -夢語刀宴會-（ゆめがたりかたなのうたげ）（8月、幕張メッセ 幕張イベントホール） -  泛塵 役
- あゝ青春の血は燃ゆる（9月、新宿村LIVE）- 猫又小次郎 役
- 白虎隊 ザ・アイドル（11月 - 12月、シアターサンモール） - 間瀬源七郎 役

2024年
- 朗読劇『同姓同名』（5月、三越劇場） - 大山正紀 役
- ドロまみれの純真（5月、萬劇場） - 主演・能村天翔 役
- 舞台『夢職人と忘れじの黒い妖精』（8月2日 - 12日、シアターH） - シオン 役

2025年
- 『人を喰らって生きてきた。』（4月、テアトルBONBON）
- 『あんさんぶるスターズ！THE STAGE』-Blessing Moment-（10月 - 11月〈予定〉、品川プリンスホテル ステラボール / AiiA 2.5 Theater Kobe） - 紫之創 役

### ラジオドラマ
- 青春アドベンチャー 手をつないだまま さくらんぼの館で（全10回）（2019年5月 - 6月、NHK-FM）- 主演・モドリ野颯太 役
- FMシアター いつかの宝石たち（2023年7月22日、NHK-FM）[62]

### ラジオ
- 刀剣乱舞2.5ラジオ 第99回・第100回（2021年3月7日・14日、ニッポン放送） - ゲスト出演[10][63][64][65]